# Eltroplectris rossii
Eltroplectris rossii är en orkidéart som beskrevs av Dodson och Gustavo Adolfo Romero. Eltroplectris rossii ingår i släktet Eltroplectris och familjen orkidéer.
Artens utbredningsområde är Ecuador. Inga underarter finns listade i Catalogue of Life.